# Joseph von Bretfeld
Joseph Ritter und Edler Herr von Bretfeld, ab 1792 Freiherr von Bretfeld (* 1729; † 24. August 1820 in Prag),  war böhmischer Jurist und Universitätsprofessor in Prag.

## Biographie
Er entstammte einem Adelsgeschlecht aus Krumau in Südböhmen und war der Sohn des Johann Georg Ritter und Edler Herr von Bretfeld († vor 1770), aus dem Haus Pregg von Pregfeldt, und der Veronika von Herguet (um 1712 bis nach 1770).
Bretfeld heiratete am 11. November 1764 Theresia Waibel von Braitfeldt (??–1771) und in zweiter Ehe am 14. Juni 1772 Maria Anna Chlumczansky von Przestawlk und Chlumczan (* 1. August 1753; † 20. Januar 1819 in Prag), die Tochter des Anton Ritter Chlumczansky von Przestawlk und Chlumczan auf Weseliczko und Hossticz (1722–1773) und der Josepha Obiteczky von Obitecz. Deren Bruder Wenzel Leopold Fürst Chlumczansky wurde 1814 Erzbischof von Prag und Primas des Königreichs Böhmen. Aus dieser zweiten Ehe stammt der Sohn Franz Joseph Freiherr von Bretfeld-Chlumczansky (1777–1839), Jurist und Universitätsprofessor in Wien.
Bretfeld war Ritter des St. Wenzels-Ordens und Kronhüter aus dem Ritterstand im Königreich Böhmen. Er war promovierter Jurist und Landesadvokat sowie fürsterzbischöflicher Konsistorialkanzler in Prag. Er war Professor und sechsmal Rektor der Universität Prag.